# Българи в Киргизстан
Българите в Киргизстан са между 639 (1989) и 1000 души, като голяма част от тях са от смесени бракове.

## Численост и географско разпределение

### По области и градове с областно значение
Към 2009 г.
| Области и градове    | Дял (%) | Численост |
| -------------------- | ------- | --------- |
| Чуйска област        | 0.03    | 209       |
| г. Бишкек            | 0.02    | 141       |
| Исъккулска област    | 0.02    | 107       |
| Джалалабадска област | 0.00    | 29        |
| Баткенска област     | 0.00    | 28        |
| Ошка област          | 0.00    | 11        |
| г. Ош                | 0.00    | 3         |
| Киргизстан           | ?       | ?         |
| Таласка област       | ?       | ?         |
| Наринска област      | ?       | ?         |

#### Чуйска област
Численост на българите в Чуйска област:
|                   | 1989 | 1999 | 2009 |
| ----------------- | ---- | ---- | ---- |
|                   | 246  | 210  | 209  |
| Исикатински район |      |      | 108  |

#### Бишкек
Численост на българите в град Бишкек:
| 1989 | 1999 | 2009 |
| ---- | ---- | ---- |
| 232  | 210  | 141  |

#### Исъккулска област
Численост на българите в Исъккулска област:
| 1989 | 1999 | 2009 |
| ---- | ---- | ---- |
| 49   | 109  | 107  |

#### Джалалабадска област
Численост на българите в Джалалабадска област:
| 1989 | 1999 | 2009 |
| ---- | ---- | ---- |
| 37   | 45   | 29   |

## Култура
Дружества
- Обществено обединение на българите в Киргизстан „Възраждане“ – Бишкек (от 2009)